# Director nacional de Gendarmería de Chile
El director nacional de Gendarmería de Chile es el jefe máximo de la principal fuerza de gendarmería del país, corresponde al oficial de más alto rango y antigüedad de la institución, es nombrado por el presidente de la República, permaneciendo en el cargo mientras cuente con su confianza. El requisito para ser nombrado como tal es haberse desempeñado en el cargo de subdirector operativo o de coronel de la «Planta de Oficiales Penitenciarios».
Alternativamente puede ser nombrado un profesional que posea un título de una carrera de a lo menos ocho semestres de duración, y acreditar una experiencia no inferior a cinco años en el sector público o privado. En este caso, por tratarse de un civil, no viste uniforme.
Cuando el cargo de director nacional es ejercido por un uniformado de carrera, recibe informalmente la denominación de “director general”, denominación que se utilizó hasta el año 1980 cuando entró en vigencia la Ley N° 2.859 de 1979 que reemplazó dicho término por el actual de director nacional. En la Gendarmería de Chile, el grado de director nacional equivale al grado de general de ejército en el Ejército, almirante en la Armada, general del aire en la Fuerza Aérea, general director en Carabineros, y director general en la Policía de Investigaciones (PDI), dado que es el máximo oficial general al mando de la institución.

## Actual director nacional
El actual director nacional de Gendarmería de Chile es Sebastián Urra Palma, siendo el octavo oficial penitenciario uniformado en asumir la máxima jefatura de la institución, después de Rodolfo Schmidlin Chávez (1982-1983), Mario Jacques Stappung (1983-1984), Horacio Ojeda González (1989-1990), Marco Fuentes Mercado (2013-2014), Juan Letelier Araneda (2014-2015), Tulio Arce Araya (2015-2016) y Christian Alveal Gutiérrez (2018-2022).

## Distintivo jerárquico
Su distintivo jerárquico, cuando es uniformado, está representado por una pala de terciopelo verde boldo de 13 cm de largo por 6 cm de ancho, terminada en forma de trapecio, colocada sobre una base de tercio pelo verde alemán, la cual lleva un ribete perimetral almenado bordado en hilo dorado y en el perímetro exterior un cordón de igual color. En su interior lleva cuatro estrellas doradas de cinco puntas alineadas en forma horizontal del mismo color de las almenas. 
Junto con el subdirector operativo, son los únicos que utilizan en su gorra doble corrida de laureles, y una cucarda además de emplear el color dorado como representativo de sus grados.

## Funciones
Al director nacional le corresponde la dirección superior, técnica, operativa y administrativa de Gendarmería de Chile, cuya jefatura es ejercida como máxima autoridad de la institución y es subrogado en caso de ausencia o impedimento, en primer lugar, por el subdirector operativo, y en caso de ausencia de éste, la subrogación operará de acuerdo a lo que señala el reglamento orgánico.[cita requerida]

## Obligaciones y atribuciones

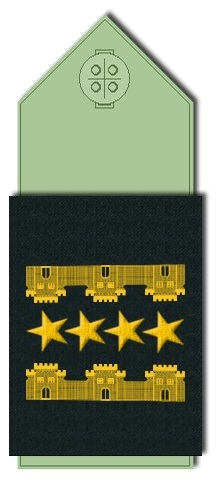
Distintivo de grado para el director nacional de la Gendarmería de Chile usado en la tenida de oficina.

- Dirigir y administrar la institución.
- Planificar, coordinar y controlar el funcionamiento de la Institución conforme a las políticas fijadas por el Gobierno y generar un plan de acción institucional.
- Asesorar o informar al Ministerio de Justicia en los asuntos de competencia de Gendarmería de Chile.
- Proponer a la referida Secretaría de Estado los reglamentos necesarios para el desarrollo institucional.
- Generar un plan de comunicaciones coherente y estratégico para el Servicio.
- Ejercer el control sobre la gestión global de la Institución, disponiendo las auditorías que correspondan.*Disponer los estudios necesarios para el desarrollo y ejecución de las políticas penitenciarias.
- Nombrar a las personas que ocuparán los cargos vacantes de conformidad con las normas de personal del estatuto respectivo.
- Designar, destinar, trasladar al personal y disponer las comisiones de servicios dentro del país de los funcionarios de la institución, de acuerdo a sus cargos y disposiciones legales y reglamentarias.
- Dictar las resoluciones e impartir las instrucciones necesarias tendientes a obtener un adecuado funcionamiento del Servicio.
- Celebrar los contratos y ejecutar todos los actos que fueren necesarios para el cumplimiento de los fines institucionales de conformidad a las normas legales y reglamentarias vigentes.
- Determinar los establecimientos en que los condenados cumplirán sus penas y disponer los traslados de ellos de acuerdo con la reglamentación vigente.
- Disponer y señalar el establecimiento donde los detenidos e imputados deben permanecer privados de libertad, recabando la autorización del juez competente cuando deban salir del territorio jurisdiccional del tribunal de la causa.
- Administrar los bienes y recursos de la institución, velando por su buen uso y su conservación, de acuerdo a las normas legales que rigen la materia.
- Fijar los horarios y turnos de trabajo que debe cumplir el personal, para lo cual determinará los descansos o franquicias compensatorias de acuerdo a las necesidades del servicio.
- Ordenar la instrucción de sumarios o investigaciones sumarias, y aplicar las medidas disciplinarias, que corresponda, de acuerdo a la ley y reglamentos.
- Resolver sobre la adquisición y venta de los bienes muebles que establece la ley.
- Delegar en los Subdirectores, los Jefes de Departamentos y los Directores Regionales, las atribuciones que estime necesarias para el mejor funcionamiento del Servicio.
- Designar abogados para que presten asistencia jurídica al personal de la Institución en casos calificados relacionados con actos del servicio.
- Deducir querella cuando se refiera a hechos específicos que revistan caracteres de delito.

## Listado de directores de Gendarmería

### Directores generales de Prisiones
| Director general            | Inicio | Final |
| --------------------------- | ------ | ----- |
| Benjamín Merino Benítez     | 1930   | 1931  |
| Eduardo Torres Amstrong     | 1931   | 1932  |
| Waldo Palma Miranda         | 1933   |       |
| Pedro Álvarez salamanca     | 1933   | 1934  |
| Manuel Jara Cristi          | 1934   | 1939  |
| Fernando Escobar Ferrada    | 1939   | 1940  |
| Julio Olavarría Ávila       | 1940   | 1953  |
| Germán Sanhueza Correa      | 1953   | 1954  |
| Néstor García Kowoll        | 1954   | 1956  |
| Luis Valenzuela Riqueros    | 1956   |       |
| Alfredo García Moreno       | 1956   | 1958  |
| Carlos Ponicio Herrera      | 1958   | 1959  |
| Rafael Silva Lastra         | 1959   | 1964  |
| Julio de la Maza de la maza | 1964   | 1968  |
| Luis Minchel Valladares     | 1968   | 1970  |
| Littré Quiroga Carvajal     | 1970   | 1973  |
| Guillermo Arancibia Arratia | 1973   | 1974  |
| Hugo Hinrinschen González   | 1974   | 1977  |
| Diócles Mendoza Bustos      | 1977   |       |
| Pedro Reveco Gutiérrez      | 1977   |       |
| Pedro Montalva Calvo        | 1977   | 1981  |

### Directores nacionales de Gendarmería de Chile
| Director Nacional           | Inicio | Final |
| --------------------------- | ------ | ----- |
| Sergio Rojas Brugues        | 1981   | 1982  |
| Rodolfo Schmidlin Chávez    | 1982   | 1983  |
| Mario Jacques Stappung      | 1983   | 1984  |
| Hernán Novoa Carvajal       | 1984   | 1989  |
| Horacio Ojeda González      | 1989   | 1990  |
| Joaquín Valenzuela Machado  | 1990   |       |
| César Pinochet Elorza       | 1990   |       |
| Isidro Solís Palma          | 1990   | 1993  |
| Claudio Martínez Cerda      | 1993   | 1997  |
| Mario Morales Mondaca       | 1997   | 1998  |
| Hugo Espinoza Grimalt       | 1998   | 2002  |
| Juan Carlos Pérez Contreras | 2002   | 2006  |
| Alfredo Bañados Lagos       | 2006   | 2007  |
| Alejandro Jiménez Mardones  | 2007   | 2010  |
| Iván Andrusco Aspé          | 2010   |       |
| Luis Masferrer Farías       | 2010   | 2013  |
| Marco Fuentes Mercado       | 2013   | 2014  |
| Juan Letelier Araneda       | 2014   | 2015  |
| Tulio Arce Araya            | 2015   | 2016  |
| Jaime Rojas Flores          | 2016   | 2018  |
| Claudia Bendeck             | 2018   |       |
| Christian Alveal Gutiérrez  | 2018   | 2022  |
| Sebastián Urra Palma        | 2022   | 2025  |